# Bible de Hambourg
La Bible de Hambourg appelée aussi Bible de Berthold est un manuscrit enluminé de la Bible exécuté vers 1255 pour la cathédrale de Hambourg à la demande de Berthold, doyen du chapitre. Il a été décoré de 89 lettrines historiées dont plusieurs sont consacrées à la fabrication des livres. L'ouvrage est conservé à la bibliothèque royale du Danemark (GKS 4 2°). Il a été inscrit au Registre international Mémoire du monde par l'UNESCO en 2011.

## Historique
D'après la dédicace en vers présente dans les trois volumes, le manuscrit a été copié par un certain Carolus (dont aucun autre manuscrit n'est connu et qui est peut-être mort avant son achèvement) à l'attention de Berthold, alors doyen du chapitre de la cathédrale de Hambourg (en). Ce dernier a écrit de nombreux autres livres, certains étant financés par Jacobus de Mone, membre d'une grande famille aristocratique danoise, et dont il a fait don à la bibliothèque du chapitre. La bible était réservée à l'usage de la liturgie de la cathédrale et est dédiée à Marie, la patronne de l'édifice. Une annotation à la fin du second volume indique que le manuscrit a survécu aux flammes à la suite de l'incendie de la ville en 1284.
La bibliothèque du chaître met en vente aux enchères ses ouvrages en 1784 et la bible est acquise par la bibliothèque royale du Danemark avec 25 autres manuscrits. En 2011, le Danemark propose et obtient d'inscrire le manuscrit au Registre international Mémoire du monde de l'UNESCO.

## Description
Le volume I contient le livre de la Genèse au livres des Chroniques. Il s'ouvre par lettrine historiée en pleine page représentant la création du monde en plusieurs médaillons s'appuyant sur la lettre I. Le volume II va du livre d'Esdras au livre de Malachie. Le volume III contient la suite de l'Ancien Testament à partir du Premier livre des Maccabées puis l'ensemble du Nouveau Testament. Le livre des psaumes est absent, car il devait probablement déjà être présent dans d'autres manuscrits de la bibliothèque à cette époque.
Le manuscrit contient 89 lettrines (18 dans le premier volume, 38 dans le second, 33 dans le dernier), dont 81 sont historiée et 8 simplement ornée. Les lettrines les plus connues sont celles illustrant les étapes de fabrication d'un livre, au nombre de 19, essentiellement concentrées en fin d'ouvrage (1 dans le premier volume, 3 dans le second et 15 dans le dernier), au sein du Nouveau Testament. Les 4 premières représentent systématiquement saint Jérôme.

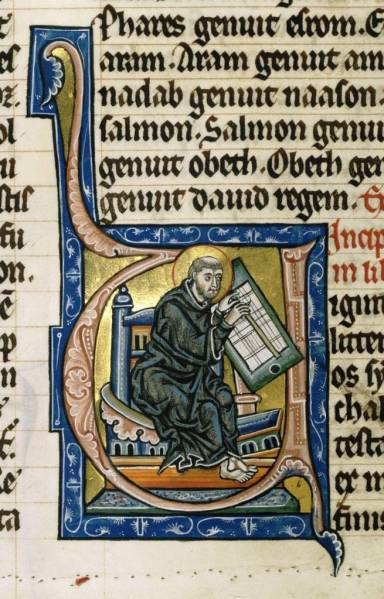
Lettre U, Saint Jérôme traçant les lignes sur la feuille de parchemin, v.I, f.137v
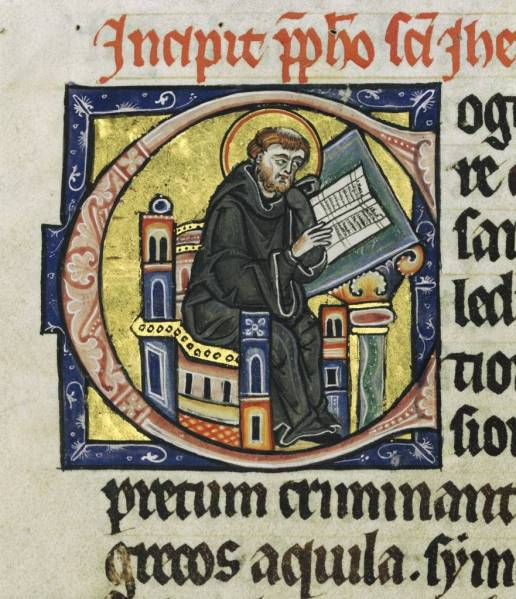
Lettre C, Saint Jérôme relisant une feuille déjà écrite, vol.II, f.38v
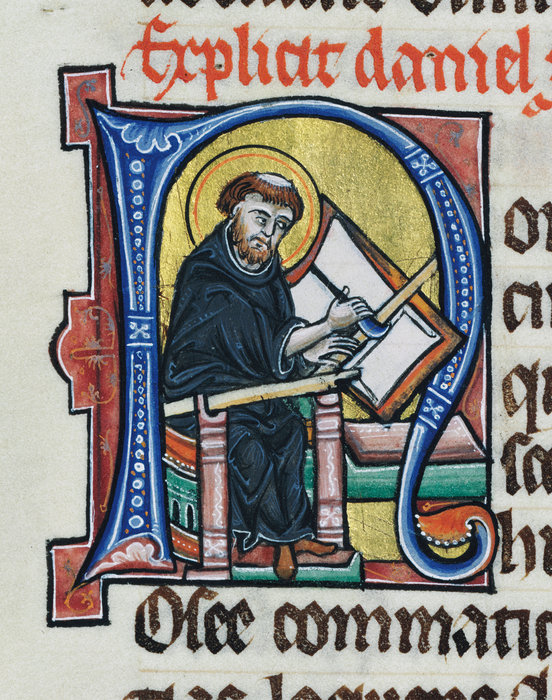
Lettre N, Saint Jérôme découpant un feuillet dans un morceau de parchemin, Vol.II, f.195ra.
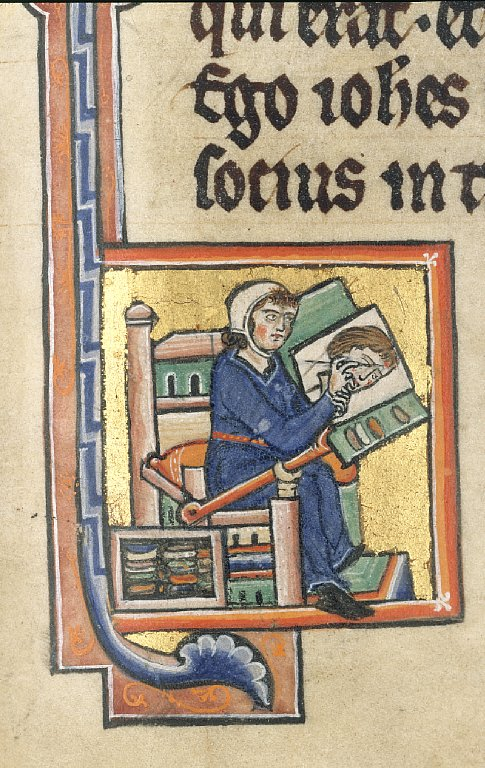
Lettre A, autoportrait de l'enlumineur illustrant l'ouvrage, vol.III, f.208r.

Ces lettrines ne sont pas placées dans le manuscrit pour suivre l'ordre de la fabrication d'un manuscrit, même si la plupart du temps elles ont été publiées dans un ordre différent justement pour respecter ces étapes de fabrication. Selon Erik Petersen, ces lettrines sont bien placées dans l'ordre qui a présidé à l'exécution de la bible de Hambourg, mais du point de vue du copiste, ou plus précisément, de son commanditaire et planificateur, Berthold.